# Culex orstom
Culex orstom är en tvåvingeart som beskrevs av Jacques Brunhes och Adam 1967. Culex orstom ingår i släktet Culex och familjen stickmyggor. Inga underarter finns listade i Catalogue of Life.